# Archaniela Girlani
Archaniela Girlani (ur. 1460 w Trino, zm. 25 stycznia 1494 w Mantui) – błogosławiona Kościoła katolickiego.

## Życiorys
Urodziła się w 1460 r. w Trino i została ochrzczona jako Eleonora. Pochodziła ze szlacheckiej rodziny.
Od najmłodszych lat chciała wstąpić do benedyktyńskiego klasztoru. Pewnego dnia wyruszyła na koniu do klasztoru, lecz w drodze jej koń nie chciał się ruszyć, wówczas uznała to za znak i w 1478 roku wstąpiła do karmelitów w Parmie i otrzymała imię zakonne Archaniela (Archangela). 
Siostra Archaniela wyróżniała się cnotliwością, co wraz z jej łagodnym usposobieniem pozwoliło zjednać sobie współsiostry, które pomimo młodego wieku, wybrały ją na przeoryszę klasztoru. Po upływie kadencji w Parmie została odesłana do nowo powstałego klasztoru w Mantui, którego fundatorami był książęcy ród Gonzagów.
Archaniela słynęła ze swojej pobożności, oddaniem Maryi i szczególnym nabożeństwem do Trójcy Świętej. Miała dar ekstazy i czynienia cudów. 
Zmarła 25 stycznia 1495 r. w opinii świętości. 
Została beatyfikowana przez papieża Piusa IX w dniu 1 października 1864 roku.